# Майтрея Натха
Майтрея Натха (около 270 – 350 н.е.) е индийски будистки учител и философ, който заедно с братята Асанга и Васубандху е един от основателите на Махаяна школата Йогачара.

## Академична и традиционна гледна точка
Съвременните учени не са на единно мнение относно личността на Майтрея Натха. Според някои той е реално живял човек – учителят на Асанга. Според други обаче става въпрос за Бодхисатва Майтрея, който според класически текстове като Амитабха Сутра и Лотосовата Сутра понастоящем пребивава на небесата Тушита, разбирани като състояние на ума, постижимо само чрез медитация. Когато Дхарма или учението на сегашния Буда бъде забравено, Майтрея ще се роди като следващия исторически Буда и отново ще преподава просветляващите учения. От своя страна будистките традиции считат, че при дългогодишната си медитативна практика Асанга посещавал Тушита и получавал поученията направо от Майтрея. 

## Съчинения
- Yogācara-bhūmi-śāstra, Йогачара бхуми шастра
- Mahāyāna-sūtrālamkāra-kārikā, Махаяна сутра ламкара карика
- Dharma dharmatā-vibhāga, Дхарма дхармата вибхага
- Madhyānta-vibhāga-kārikā; Мадхянта вибхага карика
- Abhisamaya alamkāra, Абхисамая аламкара
- Ratna gotra-vibhāga, Ратна готра вибхага, известная также под названием Uttaratantrashastra, Утара тантра шастра

Последните пет са известни като „Петте Дхарми на Майтрея“ и според различни източници авторството им се приписва на Асанга, Майтрея Натха или двамата заедно.